# 999 (groupe)
Pour les articles homonymes, voir 999 (homonymie).
999 est un groupe de punk rock britannique, originaire de Londres, en Angleterre.

## Biographie
En décembre 1976, Keith « Nick Cash » Lucas, ancien guitariste du groupe de pub rock de Ian Dury, Kilburn and the High Roads, forme un nouveau groupe avec Guy Days, son frère, qui est également guitariste. Ils décident de baptiser leur groupe 999, qui est le numéro de téléphone d'urgence de la police britannique. Alors que Nick Cash faisait partie d'un groupe, Days était guitariste de session. Fin 1976, ils passent une annonce au magazine Melody Maker et finissent par auditionner Chrissie Hynde (The Pretenders), Jon Moss (Culture Club) et Tony James (Generation X). Ils recrutent Jon Watson à la basse et Pablo LaBritain à la batterie, ce dernier ayant brièvement joué avec the Clash.
Le premier single du groupe, intitulé I'm Alive, sort en août 1977. Il est auto-produit. Le nom du label, LaBritain, du nom du batteur du groupe, vient du fait que c'est lui qui a apporté le plus d'argent à son financement. Grâce à ce single, 999 est signé par le label United Artists Records à la même période que Buzzcocks. I'm Alive devient un succès dans les clubs punk. Leur second single, Nasty Nasty, est cité près de vingt ans après sa sortie comme le single phare du punk.
En mars 1978, 999 sort un premier album studio éponyme, produit par Andy Arthurs. Dans la critique qui lui est consacrée rétrospectivement sur le site web de The Lurkers, autre groupe de l'époque, on peut lire que « L'album démontre leurs limites et leur force. Des chansons comme Me And My Desire et Emergency sont un bel exemple de force, mais l'album manque de cet ingrédient spécial, unique, ou d'originalité. ». Il atteint cependant la 53e place de l'UK Albums Chart. Des années plus tard, le single Emergency est cité par le magazine Mojo dans sa liste des meilleurs singles punk rock de tous les temps.
Le second album studio, Separates, est produit par Martin Rushent, producteur des Buzzcocks, The Stranglers et Generation X, et sort en septembre 1978. Le single Homicide se place en 40e position dans les classements britanniques. Aux États-Unis, une version légèrement différente de Separates, rebaptisée High Energy Plan, devient le premier CD du groupe sur le marché américain. Ils enchaînent avec une tournée américaine. Déçus par les ventes de ces deux disques, United Artists jette l'éponge et ne renouvelle pas le contrat. 999 signe alors chez Polydor. Le groupe retombe alors dans un relatif anonymat, ce qui ne l'empêche pas de poursuivre sa carrière à travers la scène punk rock européenne. 999 se sépare en 1982 mais se reforme en 1983. En 1986, Watson part et est remplacé par Danny Palmer à la basse. Le groupe se sépare de nouveau en 1987, mais se reforme en 1993.
Ils continuent à publier des albums et jouer en concert, faisant notamment une apparition à l'Antifest en 2005. Bassick jouera aussi au sein du groupe The Lurkers.

## Membres

### Membres actuels
- Nick Cash - chant, guitare
- Guy Days - chant, guitare
- Pablo Labritain - batterie
- Arturo Bassick - basse

### Ancien membres
- Jon Watson - basse (1976-1986)
- Danny Palmer - basse (1986-1991)

## Discographie

### Albums studio
- 1978 : 999
- 1978 : Separates
- 1979 : High Energy Plan
- 1980 : Biggest Prize in Sport
- 1981 : Concrete
- 1983 : 13th Floor Madness
- 1985 : Face to Face
- 1993 : You Us It
- 1997 : Scandal in the City
- 1998 : Takeover
- 1999 : Slam
- 2003 : Outburst: Demos and Outtakes 77-79

### Singles
- 1977 : Nasty Nasty / No Pity
- 1978 : Emergency / My Street Stinks
- 1978 : Me And My Desire / Crazy
- 1978 : Feelin' Alright with the Crew / Titanic Reaction / You Can't Buy Me
- 1978 : Homicide / Soldier
- 1979 : Found Out Too Late / Lie, Lie, Lie
- 1980 : Trouble / Made a Fool of You
- 1980 : Boys in the Gang / Brent Cross / Ain't Gonna Tell You
- 1981 : Obsessed / Change / Lie, Lie, Lie
- 1981 : Li'l Red Riding Hood / Wait for Your Number to be Called / I Ain't Gonna Tell You
- 1981 : Indian Reservation / So Greedy / Tabo
- 1982 : Wild Sun / Scandal in the City / Bongos In The City
- 1982 : 13th Floor Madness / Nightshift

### Albums live
- 1980 : The Biggest Tour in Sport - Live
- Lust Power and Money - Live at the Klubfoot, Hammersmith, London, 1987/04

### Apparitions
- Urgh! A Music War